# Rhinosimus corticalis
Rhinosimus corticalis is een keversoort uit de familie platsnuitkevers (Salpingidae). De wetenschappelijke naam van de soort werd in 1889 gepubliceerd door Arthur Sidney Olliff.